# Lechner A-390
La Lechner A-390 est la seconde planche à voile olympique. Elle remplace en 1988 la Windglider des Jeux de 1984 suivant la jauge IYRU Division II avec une voile de 6,70 m2 , puis est reconduite en 1992, avec un nouveau gréement de 7,30 m2 dessiné par Neil Pryde et des modifications du plan de dérive et de l'emplanture du mât.

## Historique

Lechner Division II des JO de 1988, dont la voile de 6.70 m2 est munie de petites lattes et du sigle II.

C'est en janvier 1986 que la planche à voile Lechner, conçue par un petit artisan de la première heure, Georg Lechner, en Autriche, est retenue pour les Jeux de 1988 selon le règlement de l'IYRU de la Division II. Elle l'emporte dans le choix de l'IYRU, à la surprise générale, contre la planche suédoise Davidson et la Crit D2, car elle a su s'imposer en 1985 dans plus de cinquante pays dans le monde en tant que Championne nationale, notamment dans les pays de l'Est. Elle est alors équipée d'une voile de 6,70 m2, et de lattes traditionnelles, non forcées, fournie par North. Pour ces jeux, le rapport officiel la mentionne comme planche à voile « Division II ». Elle n'est disponible aux compétiteurs qu'un an avant les jeux et le matériel connaitra de nombreux déboires techniques, les vents ayant soufflé assez fort au cours des épreuves alors que les prévisions indiquaient un vent léger. 
La planche est reconduite pour les Jeux de 1992. Les modifications sont importantes. Le nouveau gréement, dessiné par Neil Pryde, passe la voile à 7,30 m2.
Les appendices sont également modifiés et sont gravés « One design », l'aileron arrière est agrandi et la dérive est reculée. Le pied de mât est également reculé, bien que réglable. Dans le rapport officiel des Jeux olympiques, la planche est nommée « Lechner A-390 », sans mention de la Division II.
Pour les Jeux de 1992, cette Lechner A-390 fait l'objet d'une des deux nouvelles épreuves féminines, avec le dériveur en solitaire Europe.Franck DAVID (FRA) remporte la médaille d'or à Barcelone 92 .
Aujourd'hui  après 38 ans depuis sa création , ce type de planche reprend la mer et déjà les compétiteurs se massent sur les lignes de départ de nombreuses régates en Bretagne à Paris et dans le Sud. Les L-390 sont très prisées dans la catégorie Vintage. La LECHNER A-390 est redevenue la reine des triangles aux mains du Champion Français Alain CADRE ... Les européens du nord aiment vraiment cette planche autrichienne ...

## Description

Schéma du flotteur de la Lechner A-390

Le flotteur de la Lechner mesure 3,90 m de long et 0,63 m de large. Sa première voile fait 6,7 m2, puis passe à 7,30 m2 avec des lattes forcées après les Jeux de 1988. Les formes du flotteur sont de sections rondes, avec une étrave marquée et des lignes de carène se terminant par un tableau arrière en V ouvert. Elle est équipée d'un harnais et de deux cale-pieds (footstraps) sur l'arrière. Le rail de réglage de la position du pied de mât est spécifique à Lechner. Maintenant en 2023 , la Lechner utilise une voile de 9,50 m2 et un aileron de 39 cm et un nouveau rail en carbone ... 